# Ken Hodgson
Kenneth Hodgson (19 tháng 1 năm 1942 – 23 tháng 10 năm 2007), sinh tại Newcastle upon Tyne, Anh, là một cầu thủ bóng đá người Anh từng thi đấu ở vị trí tiền đạo.
Hodgson từng thi đấu cho đội bóng quê nhà Newcastle United, nơi đã phát triển ông ở đội trẻ và đội dự bị.
Ông có 6 lần ra sân trước khi chuyển đến Scunthorpe, Bournemouth và Colchester United.
Ken Hodgson là một cầu thủ đa năng, và ông thi đấu được ở tất cả các vị trí ở tiền đạo.